# 材料科学
材料科學（英語：materials science）又稱物质科学，涉及物質的性質及其在各個科學和工程學領域的整合應用，是一個研究材料的製備或加工工藝、材料的微觀結構與材料宏觀性能三者之間的相互關係的跨領域學科。涉及的理論包括固體物理學、材料化學、應用物理和應用化學，以及化學工程、機械工程、電機工程、電子工程、土木工程和建築工程。與機械結合則衍生出機械材料，與電子結合則衍生出電子材料，與土木建築結合則衍生出結構材料，與生物學結合則衍生出生物材料等等。隨著近年來媒體將注意力大量集中在纳米科學上，材料科學在科學與工程學領域越來越廣為人知。它也是鑑識科學和破壞分析中的一個重要組成部分，以後者為例，它是分析各種飛航意外的關鍵。今日許多科技上的問題受限於材料能夠容許的極限，也因此，在此領域的突破在未來科技具有指標性的影響。材料科學有著廣泛的應用前景。

## 簡史
在各時代上材料的選擇往往決定了該時代的發展，像是石器時代、青銅器時代、鐵器時代和工業革命就是明顯的例子。材料科學是最古老的應用科學及工程學之一，起初被引導來自陶瓷的加工和冶金學的延伸。現代材料科學演進來自於冶金學。在十九世紀晚期一位美國科學家約西亞·吉布斯發現材料在不同相態之間的熱力學性質，使得在理解材料性質上有重大性的突破。材料科學與其他領域的合作發展革命性科技，像是塑膠、半導體和生物材料。

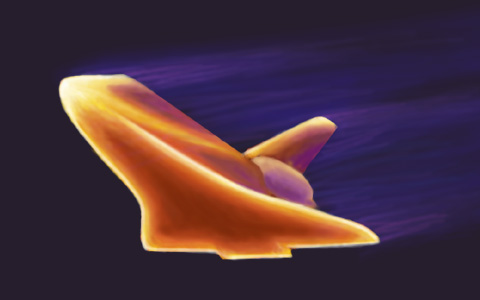
航天飞机外殼是多種材料工程的產物，可以承受回返大氣層時1,500度的高溫。

在1960年代前，許多材料科學系都被稱為礦冶系。1960後當時美國高等研究計劃署(Advanced Research Projects Agency)，現為國防高等研究計劃署(Defense Advanced Research Projects Agency)，為了材料科學的基礎研究以及訓練的國家計劃(“to expand the national program of basic research and training in the materials science”)在1960年代創立一系列大學實驗室，建立了材料科學。此領域包含陶瓷、聚合物、半導體、磁性材料、生物材料、奈米材料。

## 材料科學理論
- 物理冶金學
- 晶體學
- 固體物理學
- 材料化學（固體化學）
- 材料應用力學
- 材料靜力學
- 材料動力學
- 材料力學
- 材料熱流學
- 材料熱力學
- 材料流體力學
- 材料計算科學

## 材料的分類
- 基本材料分类[1]
  - 木材
  - 金屬材料
  - 陶瓷材料
  - 玻璃材料
  - 高分子材料
  - 複合材料
  - 半導體材料
- 按化學狀態分類
  - 木材
  - 金屬材料
  - 無極非金屬材料
    - 陶瓷材料

  - 有機材料
    - 高分子材料
- 按物理性質分類
  - 高強度材料
  - 耐高温材料
  - 超硬材料
  - 導電材料
  - 絕緣材料
  - 磁性材料
  - 透光材料
  - 半導體材料
- 按狀態分類
  - 單晶材料
  - 多晶質材料
  - 非晶態材料
  - 准晶態材料
- 按物理效應分類
  - 鐵電材料
  - 壓電材料
  - 熱電材料
  - 電磁材料
  - 雷射材料
- 按用途分類
  - 土木材料
  - 建築材料
  - 結構材料
  - 研磨材料
  - 耐火材料
  - 耐酸材料
  - 水工材料、配管材料
  - 機械材料
  - 電機材料
  - 電子材料
  - 電工材料、配線材料
  - 光學材料
  - 感光材料
  - 包裝材料
- 按組成分類
  - 單組分材料
  - 複合材料

## 材料工程技術
- 金屬材料成形
  - 機械加工
  - 非傳統加工
- 熱處理
  - 熱加工
- 陶瓷冶金
- 陶瓷工程
- 粉末冶金
- 薄膜生長技術
- 表面處理技術
  - 表面改性技術
  - 表面涂覆技術

## 材料的應用
- 結構材料
- 資訊材料
  - 儲存材料
  - 半導體材料
- 機械材料
- 電機材料
- 電子材料
- 航行材料
- 航空材料
- 航海材料
- 土木材料
- 建築材料
- 能源材料
- 生物材料
- 環境材料
- 儲能材料和含能材料

## 参見
- 纳米材料